# ۲۶ عقاب
۲۶ عقاب یک ستاره است که در صورت فلکی عقاب قرار دارد.